# СКИФ (спорткомплекс, Львов)
Комплексно-спортивная база Львовского государственного университета физической культуры «Скиф» (укр. Комплексно-спортивна база Львівського державного університету фізичної культури «Скіф») — спортивная база во Львове. Старейший среди современных стадионов Львова, построенный в 1897 году. Расположен по адресу: ул. Черемшины, 17; граничит с Лычаковским парком. Вместимость стадиона составляет 3742 места.

## История
Землю под стадион для польского гимнастического общества «Сокол» городские власти выделили в 1895 году. Спортивный комплекс построен возле Лычаковского парка в 1897 году — футбольное поле стандартных размеров с беговыми дорожками вокруг и трибунами для зрителей, крытый конный манеж, залы для занятий гимнастикой и фехтованием. Авторы проекта: Иван Левинский и Е. Ковач. Трибуны были рассчитаны на 30 000 зрителей. В 1898 году по проекту Левинского построено служебное помещение в закопанском стиле.
В то время это был лучший спортивный объект Львова и один из лучших в Австро-Венгрии. В 1910—1930-х годах на стадионе проводили футбольные матчи, «гипичные упражнения», различные спортивные соревнования и съезды польского «Сокола». Стадион был известен как «боиско "Сокола-Мацежа" при улице Центнеровской». Это была домашняя арена футбольных команд «Легия» (Львов) и «Второй Сокол» (пол. Drugi Sokół).
После создания во Львове Института физкультуры (1946) стадион стал легкоатлетической базой для учебно-тренировочного процесса его студентов.
Перед чемпионатом Европы по футболу 2012 года стадион реконструировали, он должен был быть одной из тренировочных баз турнира. Во время перестройки построен четырехэтажный корпус общего назначения, в нём расположены помещения для спортсменов, тренеров, судей, медицинские кабинеты, конференц-зал на 100 человек и учебные классы ЛГУФК. Часть трибун расположена под навесом, часть — под открытым небом. Все 3742 места оборудованы индивидуальными пластиковыми сиденьями. Освещенность поля и легкоатлетических секторов увеличена до 500 люксов. Также, на стадионе оборудовали 9 легкоатлетических дорожек для проведения соревнований (8 и одна дополнительная для марафонского бега). Стоимость реконструкции: 80 млн грн.
В сезоне 2017/18 «Скиф» был домашним стадионом футбольного клуба «Львов», который выступал во Второй лиге. Также здесь проходили матчи команды в Кубке Украины, в частности четвертьфинал против «Днепра-1».
С апреля 2019 года на стадионе свои домашние матчи играет винниковский «Рух».

## Галерея

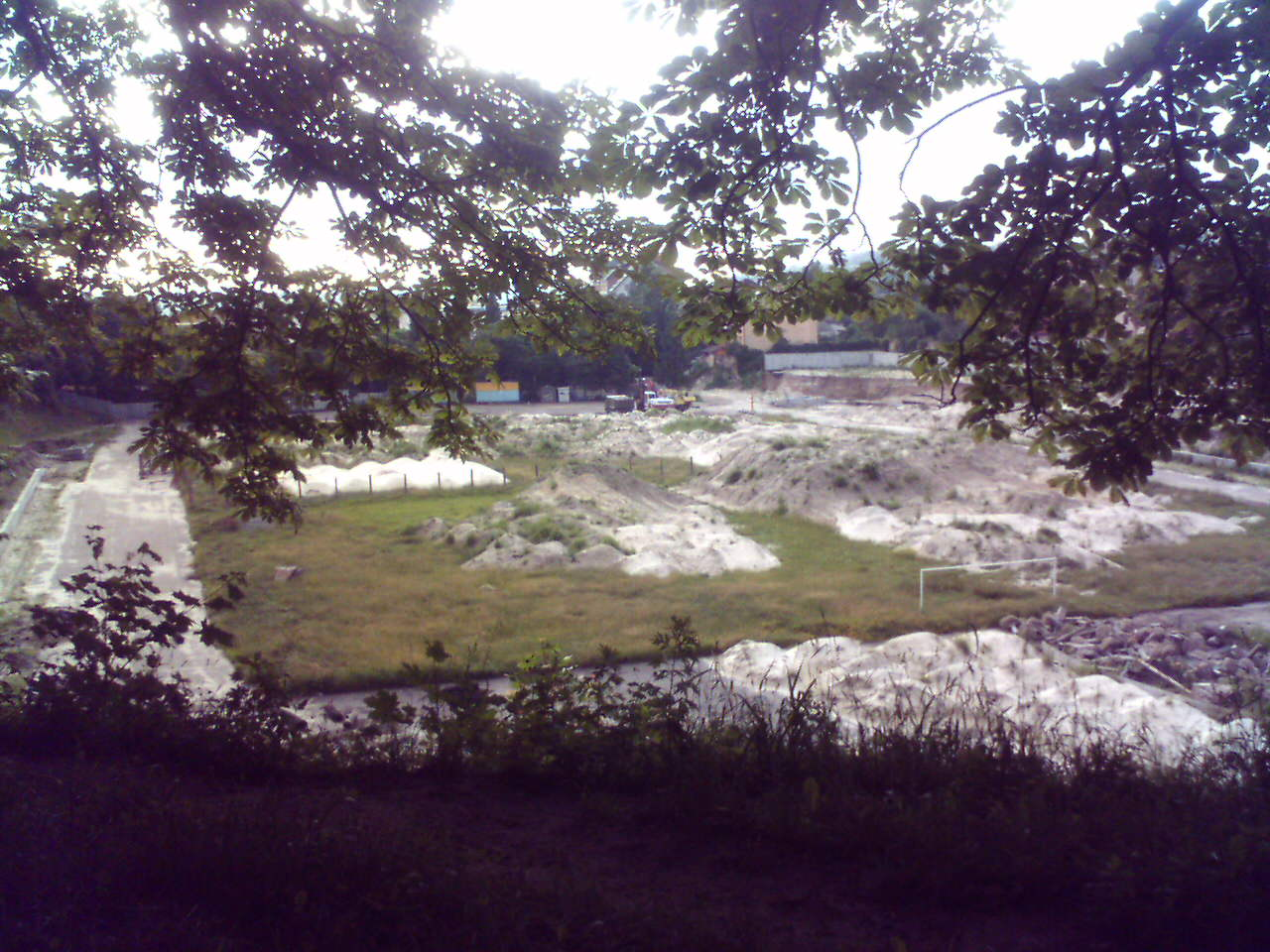
Реконструкция стадиона (май 2010)
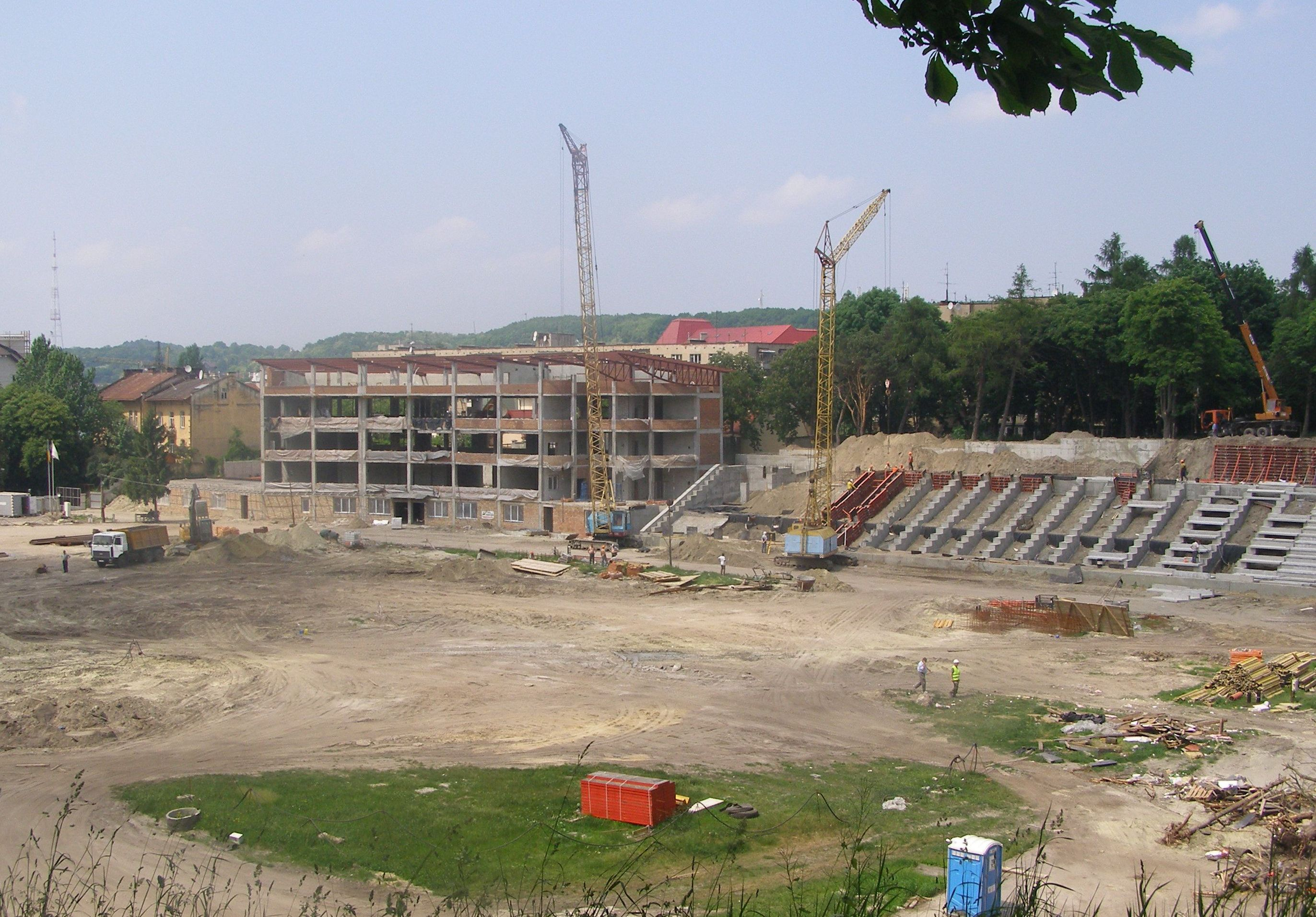
Реконструкция стадиона (июнь 2011)
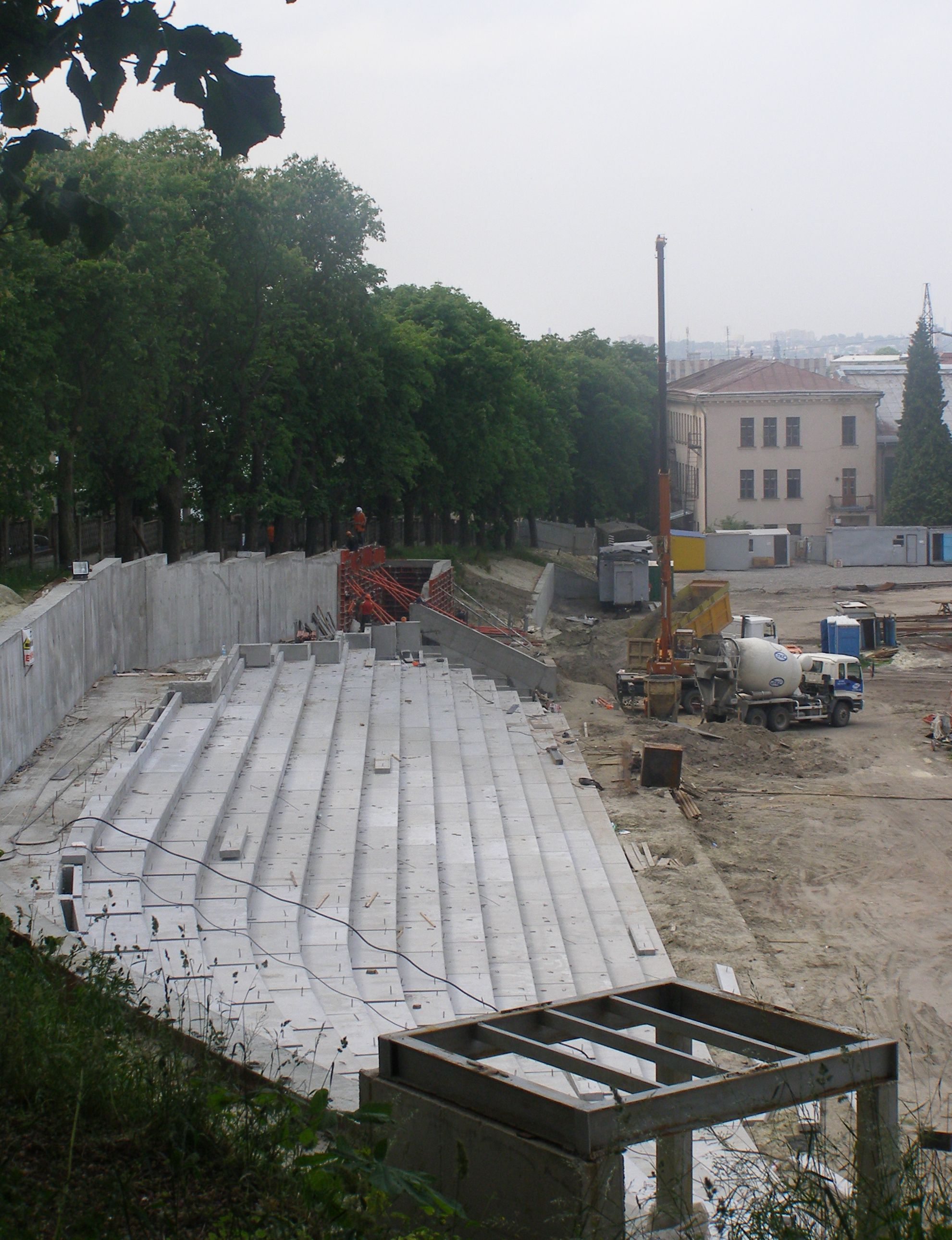
Реконструкция стадиона (открытая трибуна, июнь 2011)
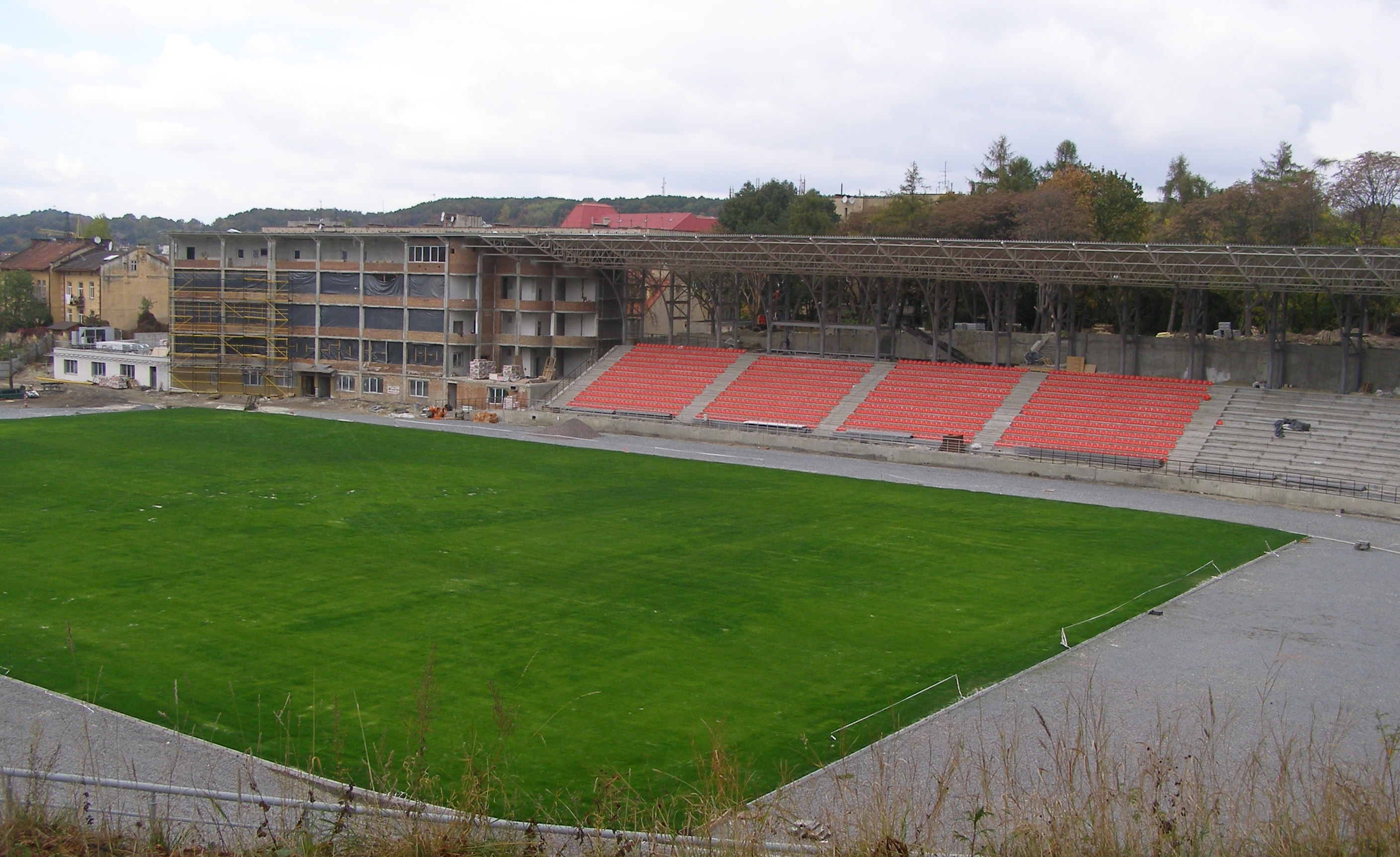
Завершение реконструкции (октябрь 2011)
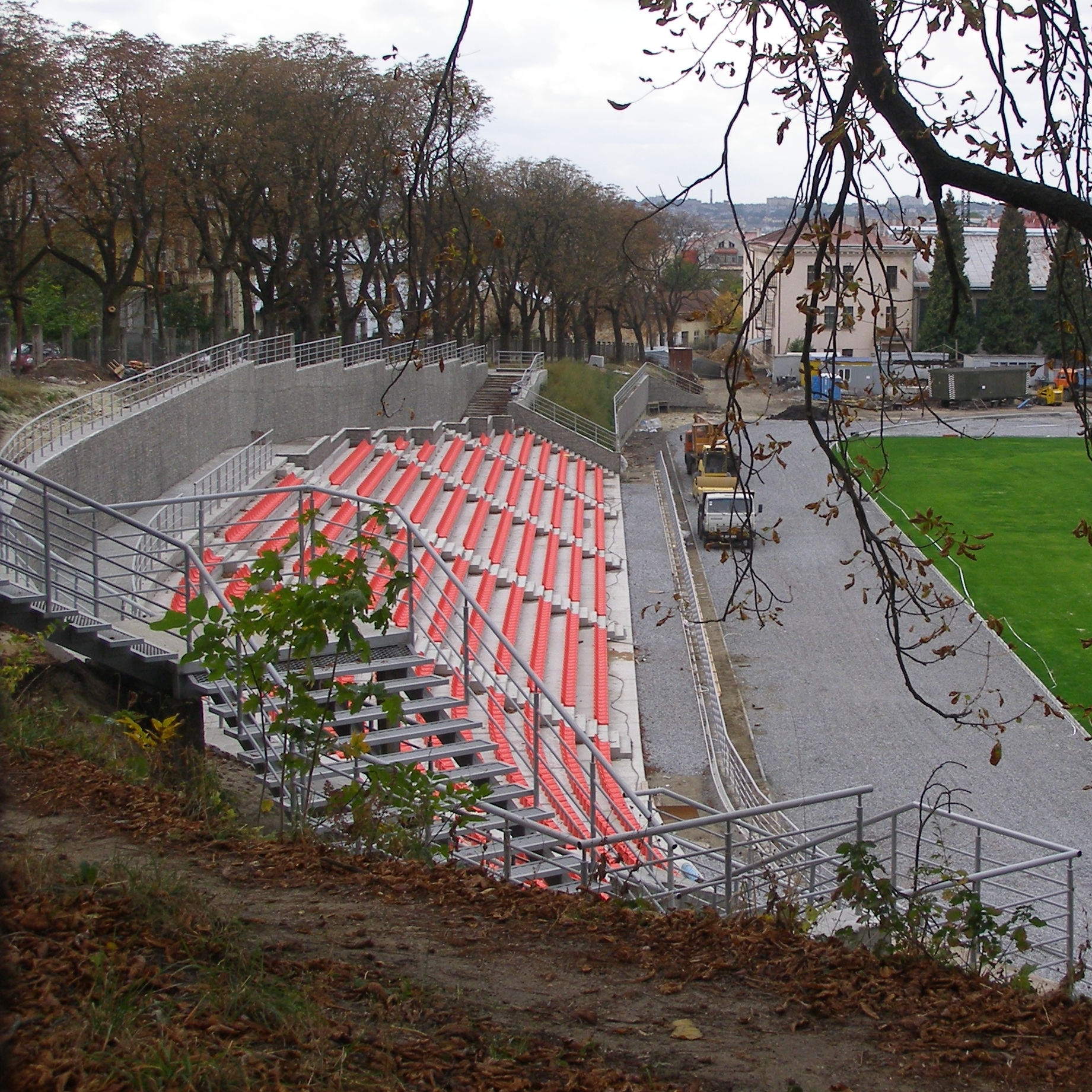
Завершение реконструкции (открытая трибуна, октябрь 2011)
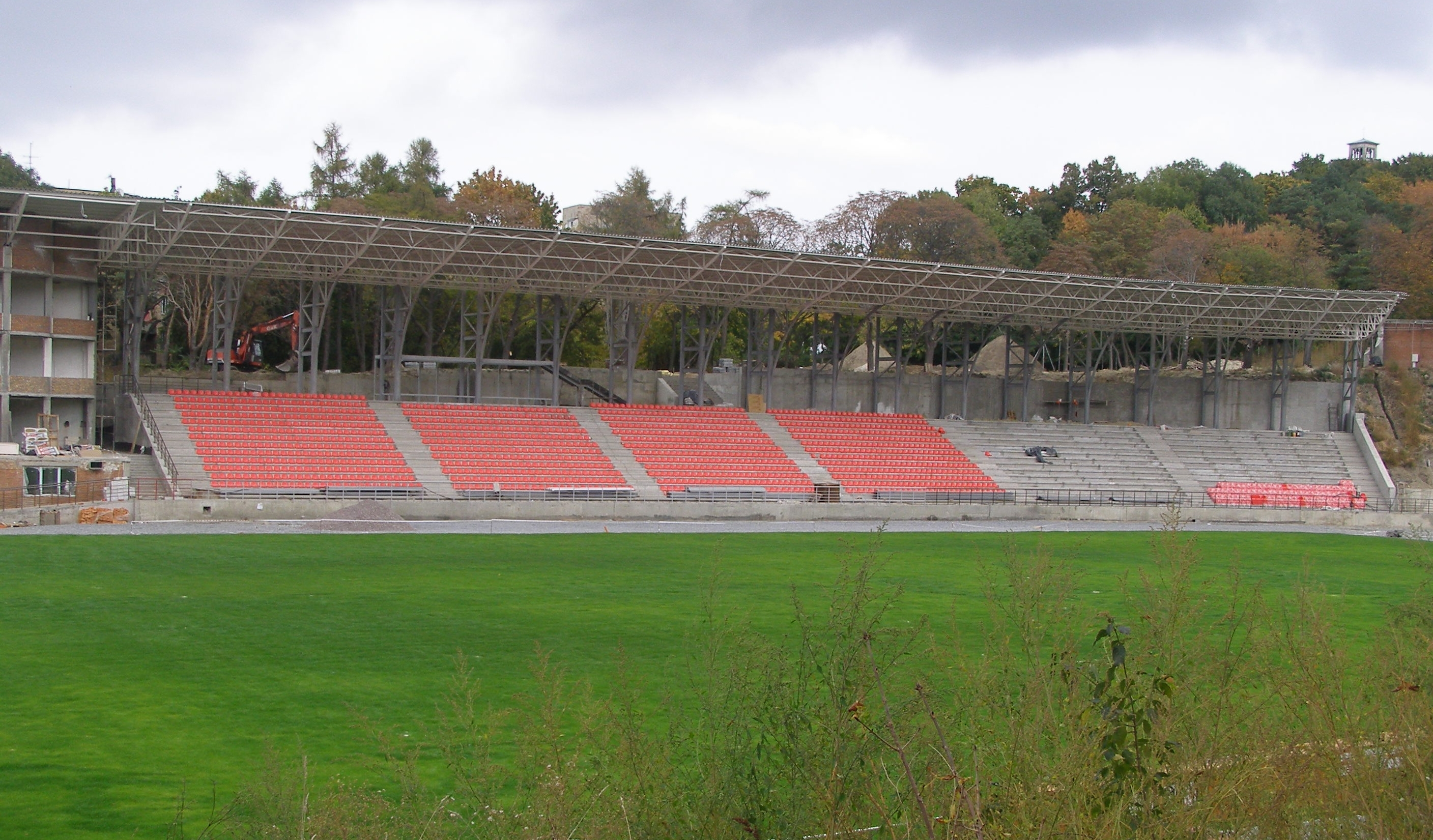
Крытая трибуна стадиона (2011)
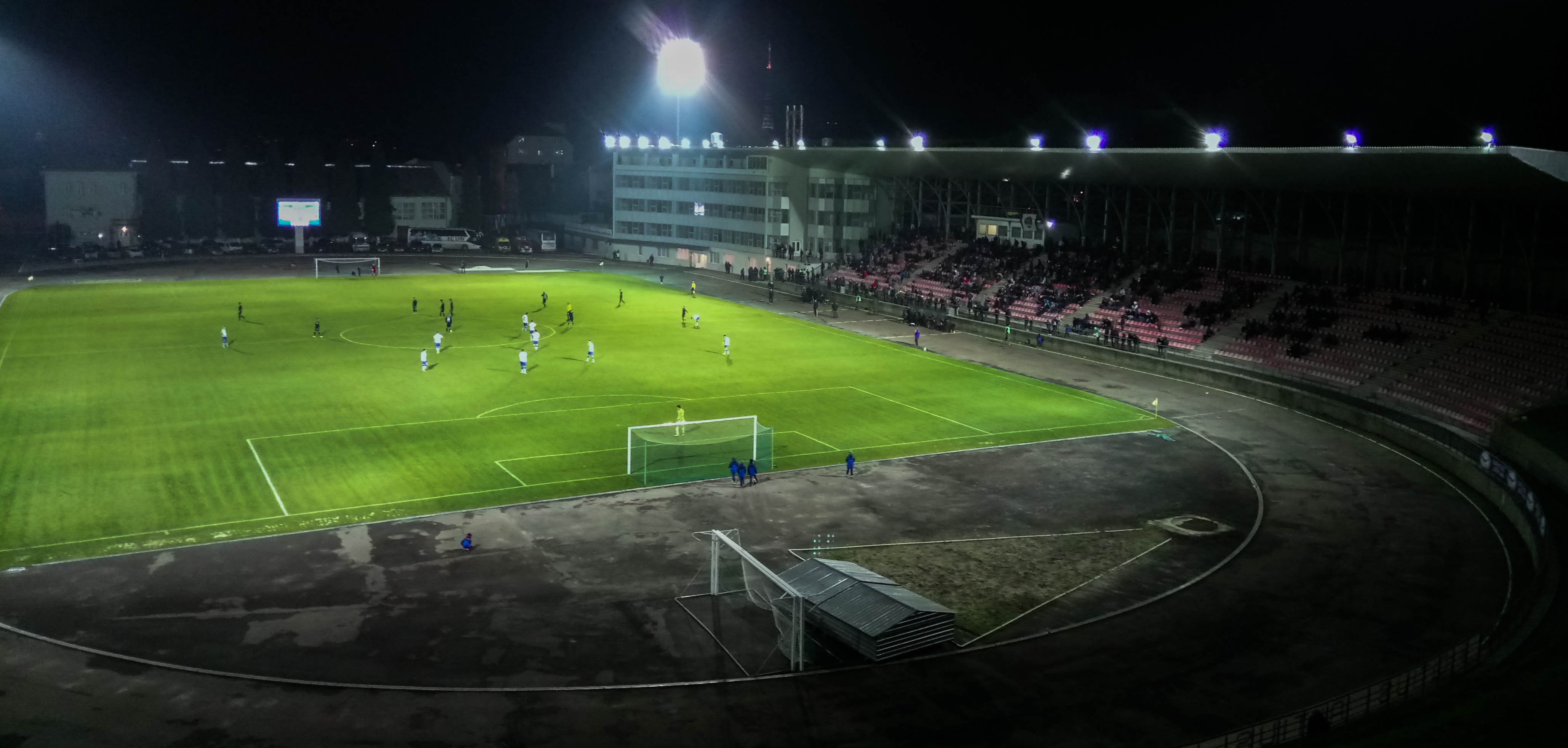
Матч Кубка Украины между «Львовом» и каменской «Сталью» на стадионе «Скиф» (октябрь 2017)